# Miejska Komunikacja Samochodowa w Dębicy
Miejska Komunikacja Samochodowa Sp. z o.o. w Dębicy (MKS Dębica Sp. z o.o.) – przedsiębiorstwo komunikacyjne działające od 1972 r. na terenie Dębicy oraz trzech okolicznych gmin (gmina Żyraków, gmina Czarna, gmina Pilzno, gmina Ropczyce oraz gmina Dębica). Przedsiębiorstwo obsługuje 14 linii stałych oraz 1 specjalną. Tabor stanowi 29 autobusów. Zajezdnia autobusowa, a zarazem siedziba MKS znajduje się w Dębicy przy ul. Sandomierskiej 3.

## Linie
| Numer | Kierunek trasy                                              | Kierunek trasy                                               | Dni kursowania              |
| ----- | ----------------------------------------------------------- | ------------------------------------------------------------ | --------------------------- |
| 0     | Wielopolska                                                 | Krakowska Szpital                                            | Wszystkich Świętych         |
| 1     | Krakowska - Kępa/Dworzec PKP                                | Pustków LERG/Budy Zastawie /Budy Kochanówka                  | robocze, soboty, świąteczne |
| 2     | Braciejowa/ Zajezdnia MKS                                   | Stobierna/ Dworzec PKP/ Zajezdnia Mks                        | robocze, soboty             |
| 3     | Wielopolska/ Laskowa                                        | Straszęcin Kościół / Krakowska Szpital/T. C. Dębica/północna | robocze, soboty, świąteczne |
| 4     | Zajezdnia MKS/ Lakiery DĘBICA                               | Os. Wolica III                                               | Roboczy, soboty, świąteczne |
| 5     | NAGAWCZYNA PĘTLA/ NAGAWCZYNA BBC/ Zajezdnia MKS/Dworzec PKP | Chotowa Ośrodek / Dworzec PKP                                | robocze                     |
| 8     | Zajezdnia MKS                                               | Pustynia kościół                                             | robocze/ soboty             |
| 7     | Zajezdnia MKS                                               | Os. Wolica III                                               | robocze, soboty, świąteczne |
| 17    | Zawada Huthingson                                           | Os. Wolica III                                               | robocze, soboty, świąteczne |
| 13    | Budzisz                                                     | Dom Kultury Mors                                             | dni nauki szkolnej          |
| 16    | Zajezdnia MKS                                               | Borowa                                                       | dni nauki szkolnej          |

## Tabor

### Tabor autobusowy
| Model autobusu                                                 | W MKS od                                                       | Lata produkcji                                                 | Numer taborowy                                                 | Wyposażenie | Liczba |
| -------------------------------------------------------------- | -------------------------------------------------------------- | -------------------------------------------------------------- | -------------------------------------------------------------- | --- | ------ |
| Iveco Daily                                                    | 2006                                                           | 2006                                                           | 014                                                            | | 1      |
| SOR BN 9,5                                                     | 2011                                                           | 2011                                                           | 021-030                                                        | przewóz osób na wózkach · system informacji pasażerskiej · klimatyzacja przestrzeni pasażerskiej · monitoring                 | 10     |
| Solaris Urbino 12                                              | 2018                                                           | 2004, 2005                                                     | 044-046                                                        | przewóz osób na wózkach | 3      |
| Autosan Sancity 10LF                                           | 2019                                                           | 2019                                                           | 054-058                                                        | przewóz osób na wózkach · system informacji pasażerskiej · ładowarki USB · klimatyzacja przestrzeni pasażerskiej · monitoring | 5      |
| Autosan Sancity 12LF                                           | 2019                                                           | 2019                                                           | 051-053, 059-060                                               | przewóz osób na wózkach · system informacji pasażerskiej · ładowarki USB · klimatyzacja przestrzeni pasażerskiej · monitoring | 5      |
| Solaris Urbino 12                                              | 2023                                                           | 2009                                                           | 062                                                            | przewóz osób na wózkach | 1      |
| MAN Lion’s City M                                              | 2023                                                           | 2010                                                           | 063-064                                                        | przewóz osób na wózkach | 2      |
| Wszystkie pojazdy                                              | Wszystkie pojazdy                                              | Wszystkie pojazdy                                              | Wszystkie pojazdy                                              | Wszystkie pojazdy | 27     |
| Udział autobusów niskopodłogowych i niskowejściowych we flocie | Udział autobusów niskopodłogowych i niskowejściowych we flocie | Udział autobusów niskopodłogowych i niskowejściowych we flocie | Udział autobusów niskopodłogowych i niskowejściowych we flocie | Udział autobusów niskopodłogowych i niskowejściowych we flocie                                                                | 96%    |

### Tabor techniczny
| Model pojazdu     | Przeznaczenie       | Lata produkcji    | Numer taborowy    | Liczba |
| ----------------- | ------------------- | ----------------- | ----------------- | ------ |
| Fiat Fiorino      | Samochód techniczny | 2009              | 039               | 1      |
| Jelcz P442K       | Holownik            | 1993              | 061               | 1      |
| Wszystkie pojazdy | Wszystkie pojazdy   | Wszystkie pojazdy | Wszystkie pojazdy | 2      |